# Зайцев, Георгий Александрович
Гео́ргий Алекса́ндрович За́йцев (13 июня 1929, Середа — 1986, Фурманов) — советский физик-теоретик, доктор физико-математических наук, профессор.

## Биография
Родился в семье инженера-экономиста Александра Николаевича Зайцева и медицинской сестры. В 1931 году семья переехала в Иваново. В 1942 году у Зайцева обнаружили прогрессирующую мышечную дистрофию, со временем он слабел и впоследствии мог передвигаться только на коляске и с помощью посторонних людей.
В 1947 году поступил на физико-математический факультет МГУ, но из-за ухудшения состояния здоровья вернулся в Иваново и перевёлся в Ивановский педагогический институт, где своими учителями считал В. С. Сорокина и А. И. Мальцева. В 1951 году окончил институт с отличием и по совету Мальцева поступил в аспирантуру по физике в Ивановский химико-технологический институт. В 1955 году защитил кандидатскую диссертацию по теории молекул с внутренним вращением под руководством И. Н. Годнева, после чего предпринял попытку устроиться на работу в Математический институт имени В. А. Стеклова в Москве, однако получил отказ «ввиду плохого состояния здоровья и отсутствия жилплощади в Москве».
Таким образом Зайцев на долгое время остался без работы. С 1956 года по инициативе Мальцева, также бывшего депутатом Верховного совета СССР, получал персональную пенсию, рецензировал научные статьи в различных реферативных журналах, продолжал заниматься научной деятельностью.
В 1972 году в результате рассмотрения на заседании учёного совета физического факультета Московского государственного университета доклада Зайцева ему по совокупности работ была присуждена степень доктора физико-математических наук, после чего он был принят на должность профессора кафедры физики Ивановского текстильного института. В 1977 году был избран заведующим кафедрой теоретической физики Ивановского государственного университета.
В 1986 году умер от рака желудка.

### Личная жизнь
- Жена — Татьяна Давыдовна Зайцева, учительница английского языка.
  - Дочь — Софья Георгиевна Зайцева.
- Брат — Александр Александрович Зайцев (род. 1931), доктор химических наук, профессор.
- Сестра — Маргарита Александровна Безумова (при рождении Зайцева; род. 1945), доцент Ивановского сельскохозяйственного института[1].

## Научная деятельность
Занимался физикой элементарных частиц.
Является автором более ста восьмидесяти научных работ, опубликованных в изданиях «Журнал экспериментальной и теоретической физики», «Оптика и спектроскопия», «Доклады Академии наук СССР» и других.

### Монографии
- Зайцев Г. А. Алгебраические проблемы математической и теоретической физики. — Москва: Наука, 1974. — 192 с.

### Переводы
- Шифф Л. И. Квантовая механика / пер. Г. А. Зайцев. — Москва: Издательство иностранной литературы, 1959. — 476 с.
- Тоннелла М. А. Основы электромагнетизма и теории относительности / пер. Г. А. Зайцев. — Москва: Издательство иностранной литературы, 1962. — 488 с.